# 山棕上節蜱
山棕上節蜱（学名：Epitrimerus englerus）为節蜱科上節蜱屬下的一个种。